# Apfelblattsauger
Der Apfelblattsauger (Cacopsylla mali Syn.: Psylla mali), auch Apfelfloh, Frühjahrsapfelblattsauger oder Apfelblattfloh genannt, ist eine Art der zu den Pflanzenläusen gehörenden Blattflöhe und überwiegend paläarktisch verbreitet.

## Merkmale
Die Körperlänge beträgt etwa 3,5 mm. Die Körperfarbe ist im Frühjahr und Sommer hellgrün bis mittelgrün, im Herbst rötlich bis dunkelbraun. Beide Geschlechter sind geflügelt. In Ruhestellung tragen sie die 4 Flügel dachförmig über dem Körper. Die beiden Endglieder der hellgelben Fühler sind rot, das Geäder auf den Flügeln hellgelb. Die Larven sind 1–2 mm lang, blasser gefärbt, besitzen rote Augen und noch keine voll entwickelten Flügel. Apfelblattsauger können ausgezeichnet springen. Ihre Eier sind gelb und etwa 0,5 mm groß.

## Verbreitung und Lebensraum
Die Art ist ursprünglich vor allem in Europa beheimatet, vor allem in Mittel- und Nordeuropa. Sie fehlt im Norden Fennoskandinaviens und ist in Südeuropa teilweise weniger stark verbreitet. Nach Osten hin lebt sie bis nach Russland und in den Kaukasus, möglicherweise auch darüber hinaus und bis weit nach Asien hinein, da sie ebenfalls aus Japan und der Koreanischen Halbinsel bekannt sind. Durch Einschleppung konnte sie auch andere Orte besiedeln, beispielsweise den Südosten Kanadas, den Nordosten der Vereinigten Staaten und Australien.
Die Art lebt überwiegend auf Apfelbäumen, seltener auf anderen Rosengewächsen, und findet sich hier vor allem an frischen Trieben, an Blüten und später im Jahr auch auf den Blattunterseiten.

## Lebensweise
Mit Hilfe des Geruchssinns findet ein befruchtetes Weibchen ab August, manchmal auch bis in den November oder Dezember hinein, die richtige Wirtspflanze, auf der es die bis zu 100 Eier ablegt. Dabei sucht es Ritzen und Spalten sehr junger Zweige und Triebe, bevorzugt in der Nähe der Knospen. Hier überwintern die Eier, die ungewöhnlich tiefe Temperaturen von bis zu −40 °C unversehrt überstehen können. Im Frühjahr, etwa ab April, schlüpfen die winzigen, flachen Larven, die zu den Spitzen der Triebe, den Knospen, den Blüten oder jungen Blattstielen wandern, sich festsetzen und hier den Phloemsaft der Wirtspflanze saugen. Sie scheiden große Mengen an Honigtau aus, der die Blätter und vor allem Knospen verklebt. Diese können daher nicht aufblühen, vertrocknen und fallen ab. Zudem dient Honigtau als Substrat für Rußtaupilze. Auch saugen die Larven an den Früchten und beschädigen sie. Sie durchlaufen mehrere Häutungen, ab Ende Mai oder Juni erscheint dann die Imago. Zunächst leben die Tiere auf Apfelbäumen, später fliegen sie auch auf umstehende Bäume, um mit Ende des Sommers wieder zurückzukehren. Die Art kann sehr häufig werden und dann eine Schadwirkung verursachen, weshalb sie in einigen Gegenden mit chemischen Mitteln intensiv bekämpft wird. Eine Schadwirkung ist jedoch nur durch die Larvenstadien zu erwarten. Die Imagines sind am häufigsten von Juni bis September zu finden, teilweise aber auch noch später im Jahr.

## Taxonomie
Das Basionym der Art lautet Chermes mali. Weitere Synonyme sind unter anderem Psylla claripennis Meyer-Dür 1871 und Psylla viridis Hartig 1841. Die Art ist nahe verwandt mit dem Sommerapfelblattsauger (Cacopsylla picta) und dem Weißdornblattsauger (Cacopsylla melanoneura).